# Shamkir
Shamkir (en azerí: Şəmkir) es una localidad de Azerbaiyán, capital del raión homónimo.
Se encuentra a una altitud de 450 m sobre el nivel del mar.

## Demografía
Según estimación 2010 contaba con 38800 habitantes.